# Plumbit
U hemiji, plumbit je so koja ima jedan ili nekoliko oksianjona koji sadrže olovo u oksidacionom stanju +2. Termin plumbit se isto takom može odnositi na sam oksianjon. Plumbit je tradicionalni termin za IUPAC ime plumbat(II).
Na primer, olovo(II) oksid (PbO) se rastvara u alkalijama da formira soli koje sadrže anjon:
Olovo(II) hidroksid se takođe rastvara u višku alkalija da formira anjon:
Plumbitni jon je slab redukujući agens. On se oksiduje do plumbatnog jona.